# Верхополье (Брянская область)
Верхополье — село в Карачевском районе Брянской области, в составе Верхопольского сельского поселения (административный центр — посёлок Тёплое). 
 Расположено в 25 км к западу от города Карачева, в 4 км к северу от посёлка Тёплое. Население — 169 человек (2010).
Имеется отделение почтовой связи, сельская библиотека.

## История
Известно с XVII века как деревня в составе Подгородного стана Карачевского уезда; по преданию, до начала XVII века находилось в 5 км к западу от нынешнего места. Приход Воскресенской церкви упоминается с первой половины XVIII века; последнее здание храма было сооружено в 1866—1867 (не сохранилось).
В XVIII—XIX вв. — владение Киреевских, Яковлевых, Толбузиных, Десятовых, Шеншиных, Цуриковых, Пашковых и других помещиков. 
До 1929 года входило в Карачевский уезд (с 1861 по 1924 — административный центр Верхопольской волости, с 1924 в Карачевской волости). В 1893 была открыта земская школа.
С 1929 года — в Карачевском районе; до 2005 года являлось центром Верхопольского сельсовета. В XX веке в окрестностях села велась добыча торфа, для транспортировки которого была построена узкоколейная железная дорога до Белых Берегов, на которой имелась станция Верхополье.

## Население
| Годы      | 1866 | 1878 | 1887 | 1897 | 1926 | 1979 | 1989 | 2002 | 2010 |
| --------- | ---- | ---- | ---- | ---- | ---- | ---- | ---- | ---- | ---- |
| Население | 449  | 486  | 589  | 614  | 945  | 238  | 206  | 178  | 169  |